# قيصناب (قوريغل)
قیصناب (بالفارسية: قیصناب) هي مستوطنة تقع في إيران في قسم قوريغل الريفي. يقدر عدد سكانها بـ 315 نسمة .